# ボロウチワフナクイムシ
ボロウチワフナクイムシ（襤褸団扇船喰虫）、学名: Uperotus clava はフナクイムシ科に分類される海産の二枚貝の一種。和名は尾栓の形が使い古しのボロな団扇に似ていることによる。種小名が形容詞と誤認されてしばしば clavus と誤綴されるが、clava は名詞であるため属名の性によって語尾変化することはない。

## 分布
インド太平洋の熱帯域。タイプ産地はモーリシャスで、北太平洋では日本（和歌山県）まで、南太平洋ではオーストラリア・クイーンズランド及びニュージーランド、インド洋では少なくとも南アフリカのアルゴア湾までの広い範囲に分布する。

## 形態
石灰質の棲管を造ってその内部に棲む。体は細長い長虫状で大部分が"裸"であり、前端にある二枚の殻は数ミリしかなく体に比して非常に小さいのは他のフナクイムシ類と同様である。殻は縦長で前後に短く、殻体前区（かくたいぜんく）と殻頭（かくとう）には数は少ないが肋があり、殻体と殻翼とは殻の内面で食い違って顕著な内棚を形成する。 内面の殻頂付近から出る棒状突起は前方に緩く湾曲しており、その先端はヘラ状になって多少広がる。石灰質の棲管の基部（前端）は丸くなっており、先端（後端）は開口する。
尾栓（パレット）は幅の狭い団扇型で、細長い柄と葉状部からなり、葉状部は基部が幅広く先端に向って幅狭くなる丸みを帯びた菱形～三角形。葉状部の先半には放射状の彫刻があり、先端縁は放射状彫刻に沿って鋸歯状になる。放射状彫刻の根元付近には基半の無彫刻部が左右と中央にやや伸びるように張り出している。和名の「ボロウチワ」は、この尾栓の形状を骨の一部が飛び出したような使い古しの団扇に見立てたものである。
和歌山県産では殻長2.7mm、殻高4.7mm、殻径4.8mm（合弁時）、尾栓（パレット）の長さ6.1mm、葉状部の幅2.5mm、柄部長2.8mm、クイーンズランド産では殻長5mm、殻高7mm、尾栓は8-10mm。

## 生態
一般にはホウガンヒルギ属 Xylocarpus やサガリバナ属 Barringtonia などの漂流散布種子（海を漂流しながら分布を広げる種子）の内部に生息し、個体ごとに石灰質の棲管を形成するが、種子の内部でそれらが相互に絡み合ったような群集を造って生活する。巣食った種子ごと海底に沈んだものや海岸に打ち上げられたりしたものが採取されることがあるが、漂流散布種子だけではなく、ときには漂流木などの内部に棲息する例も知られる 。

## 分類
本種はボロウチワフナクイムシ属 Uperotus Guettard, 1770 のタイプ種。
シノニム
クイーンズランド産の標本に基づき新属新種として記載された Glumebra elegans Iredale, 1936 や、これをタイプ種とした属 Glumebra Iredale, 1936もボロウチワフナクイムシ属 Uperotus のシノニムとみなされている。日本では和歌山県潮岬産（小川不差夫採取）の標本が、この Glumebra elegans と比較して尾栓の葉状部の基部がより幅広いことや、先端の放射肋部が小さいことなどを理由に新種 G. shionomisakiensis として記載されたが、こちらも後にシノニムとされた。以上を含め以下のものが本種のシノニムとされる。
- Fistulana clavata Oken, 1815
- Fistulana cornicula Lamarck, 1801
- Fistulana corniformis Lamarck, 1818
- Fistulana gregata Lamarck, 1801
- Glumebra elegans Iredale, 1936[7]
- Glumebra shionomisakiensis Habe, 1953[3]
- Guetara corniformis (Lamarck, 1818)
- Teredo clava Gmelin, 1791
- Teredo cucurbita Mörch, 1853
- Teredo nucivorus Spengler, 1792
- Teredo rehderi Nair, 1956 （恐らくシノニム）
- Teredo vattanansis Nair & Gurumani, 1957 （恐らくシノニム）
- Uperotus clavus (Gmelin, 1791) （誤った綴り…clava は名詞のため語尾変化しない）

近縁種
- Uperotus panamensis (P. Bartsch, 1922) ：パナマ湾の水深93mからドレッジ採集された種。殻はボロウチワフナクイムシによく似て縦に長く、殻長3.3mm、殻高4.6mm、殻径5.5mmほどで、尾栓（パレット）の柄が細短く、葉状部はほぼ楕円形で先半部に放射状彫刻があるが、彫刻のある範囲が葉状部の中央から扇状に広がることや、先端縁がほとんど鋸歯状にならないことなどがボロウチワフナクイムシと異なる[8]。